# Ashruf Karamat Ali
Mohamed Ashruf Karamat Ali (4 september 1918 – 11 december 1971) was een Surinaams praktizijn/advocaat en politicus.
Zijn vader, Krama, was ziekenoppasser in het bedrijfsziekenhuis van de suikeronderneming Mariënburg en zijn moeder, een Brits-Indisch immigrante, was rietkapster op die plantage. Krama Karamat Ali beheerste al heel vroeg de Nederlandse taal en werd benoemd als tolk in de Hindoestaanse en Bengaalse talen bij het departement van Binnenlandse Zaken in Paramaribo. Als leider van alle Brits-Indische immigranten (hindoes en moslims) droeg hij de eervolle titel Sardar. Sardar Karamat Ali was mede-oprichter van de Surinaamse Islamitische Vereniging (SIV).
Naast zijn werk als praktizijn vormde Ashruf Karamat Ali vanaf 1943 samen met S.M. Jamaludin de redactie van het maandblad Al Haq; het blad van de SIV. Verder was hij de oprichter van de Surinaamse Landbouwers Organisatie (SLO).
In mei 1946 was hij betrokken bij de oprichting van de eerste Surinaamse politieke partij: de Moeslim Partij (begin 1949 opgegaan in de Verenigde Hindoestaanse Partij oftewel VHP). Zijn oudere broer en benoemd statenlid Asgar Karamat Ali werd hiervan de voorzitter. In de aanloop naar de eerste algemene verkiezingen van 1949 zouden nog meer politieke partijen worden opgericht. Op aandrang van Ashruf Karamat Ali zou Iding Soemita in 1947 de Javaanse vereniging "Persatuan Indonesia" omzetten in de politieke partij KTPI. Door het winner takes all principe dat bij die verkiezingen gold kreeg de partij met de meeste stemmen in een district of kieskring alle zetels voor dat gebied. De creoolse NPS kreeg als winnaar van het district Paramaribo alle 10 zetels voor Paramaribo. De KTPI behaalde met steun van de SLO de beide zetels in het district Commewijne waarmee Soemita en Karamat Ali als statenlid werden verkozen waarna de SLO verdween en Karamat Ali lid werd van de KTPI. Even leek het erop dat hij toch niet in het parlement zou komen omdat zijn zwager S.M. Jamaludin voor de Verenigde Hindoestaanse Partij (VHP) gekozen was in een ander district en daarbij meer stemmen had gekregen. Na aanpassing van de staatsregeling en een nieuwe verkiezing kon hij alsnog lid worden van de Staten van Suriname.
Bij de verkiezingen van 1955 maakte de KTPI deel uit van het Eenheidsfront die in dat jaar de verkiezingen won waarmee Johan Ferrier premier van Suriname werd. In het nieuwe kabinet dat in mei van dat jaar beëdigd werd zat ook voor de eerste keer een KTPI-minister toen Karamat Ali minister van Justitie en Politie werd. 
In april 1956,  ontstond er onenigheid tussen – inmiddels partijvoorzitter - Iding Soemita en Mohamed Asruf Karamat Ali. KTPI’er Iding Soemita werd gearresteerd op verdenking van verduistering van Partij- en verenigingsgeld. Tijdens zijn voorarrest en terwijl het onderzoek nog gaande is, dient Iding Soemita, ondersteund door zijn advocaat G. van der Schroeff, een aanklacht in tegen, de inmiddels tot aftreden gedwongen, Mohamed Ashruf Karamat Ali wegens meineed en verduistering. 
Partijvoorzitter Iding Soemita kan echter geen bewijzen aanleveren en in de algemene opinie spreekt men van een politieke stunt. Ook de betrokkenheid van statenlid Findlay, tevens eigenaar van dagblad De West, lijkt een rol te spelen, omdat hij de aanklacht publiceerde in het dagblad De West, aldus het Algemeen Handelsblad van dinsdag 13 maart 1956. 
Minister Mohamed Ashruf Karamat Ali reageert via dagblad De Tijd en laat optekenen, dat hij op zijn beurt tegen het drietal Soemita, Van der Schroef en Findlay een aanklacht zal indienen wegens valse aanklacht, valse verdachtmaking en valse uitlokking tot valse aanklacht. 
Mohamed Ashruf Karamat Ali meent, dat het drietal politieke bijbedoelingen heeft, want het is algemeen bekend, dat de regering in moeilijkheden is geraakt met de zogeheten ‘garnalen-kwestie’. 
Mohamed Ashruf Karamat Ali - zelf met steun van de oppositie namelijk tegenstander van de garnalenovereenkomst - vermoedt, dat het handelen van Iding Soemita en consorten – inmiddels groep-Findlay geheten, is bedoeld als bliksemafleider van deze moeilijkheden om hun machtspositie te behouden. Er wordt door de dagbladen al gesuggereerd dat de regering zou moeten aftreden.
Soemita werd veroordeeld tot een gevangenisstraf van vier maanden vanwege verduistering en Karamat Ali kreeg een gevangenisstraf van acht maanden vanwege verduistering in 1953 en meineed in 1956.
Hierna was hij als jurist werkzaam bij het ministerie van Financiën en later het ministerie van Onderwijs en Volksontwikkeling. Verder was hij secretaris van SIV.
Ashruf Karamat Ali overleed eind 1971 vrij plotseling terwijl hij nog maar 53 was.